# Ganatantra Parishad
Ganatantra Parishad (GP, „Demokratische Vereinigung“), auch All India Ganatantra Parishad (AIGP), war eine politische Regionalpartei im indischen Bundesstaat Odisha (damals: Orissa). Die Partei wurde kurz nach der Unabhängigkeit Indiens gegründet. Gründe für ihre Entstehung waren weitverbreitete Unzufriedenheiten in der Bevölkerung des Berglandes von Orissa mit der neuen Regierung Orissas unter Führung der Kongresspartei. In der Partei spielten Angehörige der früheren Fürstendynastien eine wichtige Rolle. 1962 vereinigte sich die Partei mit der Swatantra-Partei.

## Parteigeschichte

### Von der Unabhängigkeit bis zur Parteigründung
Nach der Unabhängigkeit Indiens und Pakistans am 14. und 15. August 1947 befanden sich auf dem Gebiet des späteren Orissa 26 Fürstenstaaten, die zur Zeit der britischen Kolonialherrschaft ein unterschiedliches Maß an Autonomie besessen hatten. Der größte von ihnen war Mayurbhanj mit etwa einer Million Einwohner, während die kleinsten nur wenige Zehntausend Einwohner hatten. Einige der mittelgroßen Fürstenstaaten Im Gebiet von Orissa und Chhattisgarh schlossen sich am 1. August 1947 zu einer Staatenunion, der Eastern States Union zusammen. Diese Staatenunion und auch die Staaten Odishas, die ihr ferngeblieben waren (darunter auch Mayurbhanj), wurden in den Monaten nach der Unabhängigkeit von sozialen Unruhen erschüttert. Zum einen demonstrierten Anhänger der Kongresspartei für den Anschluss an Indien, zum anderen kam es zu Unruhen der zahlenmäßig starken Adivasi-Bevölkerung. Schließlich erklärten die Herrscher der kleineren Fürstenstaaten auf einer Konferenz am 14. Dezember 1947 ihren Anschluss an Indien, während sich die Herrscher der größeren Staaten erst einen Tag später nach intensiveren Verhandlungen zu diesem Schritt entschlossen. Der Verhandlungsführer der indischen Zentralregierung Vallabhbhai Patel hatte bei den Verhandlungen nicht unerheblichen Druck auf die Fürsten ausgeübt, was einige langwährende Unzufriedenheiten und Verbitterungen zur Folge hatte. Am 1. Januar 1948 wurden die meisten ehemaligen Fürstenstaaten auf dem Gebiet des heutigen Odisha in den indischen Staat und administrativ in die Provinz bzw. den Bundesstaat Orissa eingegliedert. Als letzter Fürstenstaat wurde am 9. November 1948 Mayurbhanj in die indische Union eingegliedert (zunächst in Bihar, später in Orissa). Die Fürsten erhielten für die Aufgabe ihrer politischen Macht im Gegenzug vom indischen Staat eine Apanage (Privy Purse), die Garantie ihres Besitzes und Steuerprivilegien zugesichert.
Die Auflösung der Fürstenstaaten führte zum Teil zu erheblichen wirtschaftlichen Verwerfungen. Viele der Fürstenstaaten hatten eine fein ausbalancierte Ökonomie gehabt, waren wirtschaftlich relativ autark und vom Markt abgeschirmt gewesen. Nach ihrer Auflösung kam es vielerorten zu erheblichen Preissteigerungen, insbesondere von Reis. Die persönliche Herrschaft der Fürsten und die Nähe des Herrschers wurde abgelöst durch eine relativ abstrakte, aus der Ferne gelenkte, zum Teil aus landesfremden Personen bestehende Bürokratie, deren Haltung von der eingesessenen Bevölkerung oft als arrogant wahrgenommen wurde. Einige der sozialen Errungenschaften, die in einzelnen Fürstenstaaten bestanden hatten (beispielsweise in Hinsicht auf die medizinische Versorgung) wurden von der neuen Administration nicht fortgeführt. Die neue Verwaltung machte andererseits oft die vermeintliche Widerspenstigkeit und Unkooperativität der örtlichen Bevölkerung für die Probleme beim Übergang verantwortlich.
Im Jahr 1948 gab es verschiedene Unruhen unter der örtlichen Adivasi-Bevölkerung, die von der Polizei niedergeschlagen wurden. Dabei verloren einige Demonstranten ihr Leben, und etliche wurden verhaftet. In Kharsawan, einem Zentrum der Unruhen gab es nach offiziellen Angaben 14 Tote, andere inoffizielle Berichte sprachen sogar von einem „Blutbad“ mit mehr als 100 Todesopfern. Die Agitation der Adivasi im Bergland von Orissa ging parallel einher mit der Agitation der Jharkhand Party im benachbarten Bihar (und teilweise auch Orissa), die ebenfalls ganz wesentlich von Adivasi getragen wurde.

### Parteigründung und weitere Entwicklung

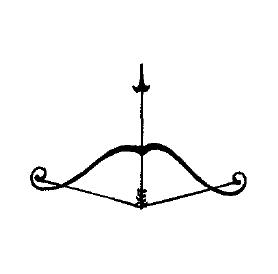
Pfeil und Bogen – das durch die Indische Wahlkommission der Ganatantra Parishad zugeteilte Wahlsymbol

Unzufriedene gründeten schließlich im Jahr 1948 eine politische Partei, Khoshal-Utkal Praja Parishad mit Hauptquartier in Sambalpur. Politisches Ziel war die Wiederbelebung der Eastern States Union. Die Kongresspartei-geführte Regierung Orissas ging mit Polizeimaßnahmen gegen die Bewegung vor, was deren Anhängerschaft noch vergrößerte. 1950 nannte sich die Partei im Vorfeld der anstehenden Wahlen auf einem Kongress in Balangir in Ganatantra Parishad um, bzw. wurde neu gegründet. Die Unzufriedenheit mit den neuen Verhältnissen mischte sich mit einer gewissen Verklärung der früheren Fürstenherrschaften, so dass den Vertretern einiger früherer Fürstendynastien eine Schlüsselrolle in der Partei zufiel. Parteipräsident wurde der ehemalige regierende Raja von Patna, Rajendra Narayan Singh Deo. Von Parteigängern der Kongresspartei wurde die GP daher als „feudale“, reaktionäre Partei karikiert, die von „aufgebrachten Fürstchen“ („disgruntled princelings“) angeführt wurde. Die indischen Fürsten machten jedoch immer nur eine Minderheit des Führungspersonals der Partei aus. Von den 51 Abgeordneten, die die GP nach der Wahl 1957 im Parlament von Orissa stellte, gehörten 25 den Scheduled Tribes oder Scheduled Castes an, während 11 früheren Herrscherfamilien angehörten (drei davon waren ehemals regierende Fürsten). 15 übten normale „bürgerliche“ Berufe aus.
Bei den gesamtindischen Wahlen 1951–1952, 1957 und 1962 wurde die Ganatantra Parishad jeweils zweitstärkste Partei (nach der Kongresspartei) in Orissa. Auch bei den Wahlen zum Parlament von Orissa 1951, 1957 und 1961 belegte sie mit 20,5 %, 28,7 % bzw. 22,3 % Stimmenanteil diesen Platz. Nachdem sie zuvor in der Opposition gewesen war, bildete sie am 22. Mai 1959 mit der Kongresspartei eine Koalitionsregierung in Orissa, die bis zum 21. Februar 1961 amtierte und in der Rajendra Narayan Singh Deo das Amt des Finanzministers besetzte.
Kurz nach der Wahl 1962 vereinigte sich Ganatantra Parishad mit der 1959 gegründeten Swatantra-Partei.

## Wahlergebnisse
Im Folgenden sind die Wahlergebnisse der GP aufgeführt. Der Stimmenanteil bei gesamtindischen Wahlen ist auf ganz Indien bezogen. Bei gesamtindischen Wahlen kandidierte die Partei nur in Orissa. Der Bundesstaat hatte 1951–1952, 1957 und 1962 20 Wahlkreise für die Lok Sabha.
| Jahr    | Wahl                         | Stimmen   | Stimmen- anteil | Parlaments- sitze |
| ------- | ---------------------------- | --------- | --------------- | ----------------- |
| 1951    | Wahl in Orissa 1951          | 753.685   | 20,5 %          | 31/140            |
| 1951–52 | Wahl zur Lok Sabha 1951–1952 | 959.749   | 0,9 %           | 6/499             |
| 1957    | Wahl in Orissa 1957          | 1.223.014 | 28,7 %          | 51/140            |
| 1957    | Wahl zur Lok Sabha 1957      | 1.291.141 | 1,1 %           | 7/496             |
| 1961    | Wahl in Orissa 1961          | 655.099   | 22,3 %          | 37/140            |
| 1962    | Wahl zur Lok Sabha 1962      | 342.970   | 0,3 %           | 4/496             |